# Rojda Felat
Rojda Felat (Al-Hasakah, 1980) és una militar kurda, comandant en cap de les Unitats de Protecció de les Dones (UPD) i les Forces Democràtiques Sirianes (FDS) que ha servit des de 2013 a la guerra contra Estat islàmic. Com a feminista revolucionària, declarà com a objectiu l'assoliment de la transformació social a l'Orient Mitjà a través de les UPD, «alliberant la dona kurda, i la dona siriana en general, de les corbates i el control de la societat tradicional, així com alliberant Síria sencera del terrorisme i la tirania».

## Biografia

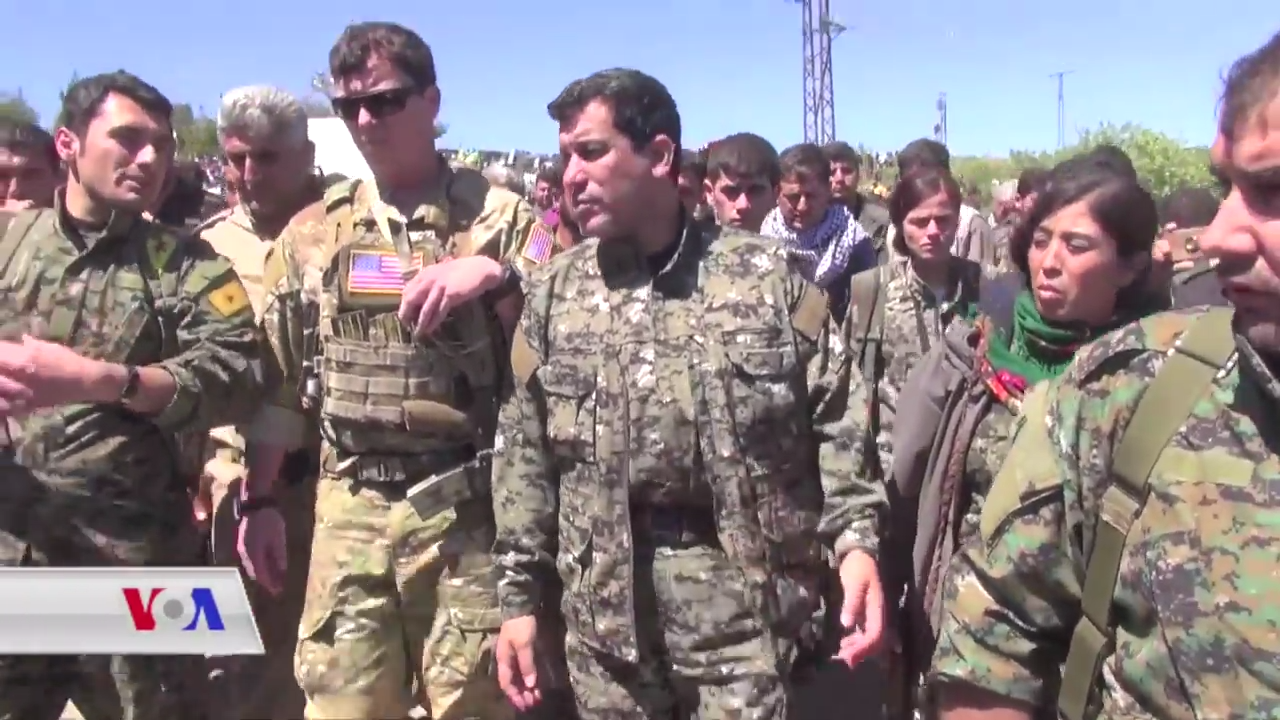
Felat (dreta) amb oficials de l'UPP i dels EUA en el lloc del bombardeig turc a la governació d'Al-Hasakah l'abril de 2017.

Felat ha revelat molt poc sobre la seva vida, per aquesta raó la biografia d'abans que prengués les armes és gairebé completament desconeguda; fins i tot la seva edat és motiu de debat. Per això, l'agència T-Online arribà a descriure-la com a "misteriosa". Generalment s'ha cregut que va néixer a la dècada de 1980, tenint una trentena d'anys durant la Guerra civil siriana. L'agència de notícia turca Jihan News fixà que la seva data de naixement fou l'any 1980 i el lloc de naixement Al-Hasakah. Informes posteriors d'altres agències de mitjans de comunicació repetiren aquesta informació. No obstant això, diverses altres hipòtesis han circulat per internet, determinant que va néixer el 1962, el 1966 o el 1968, amb una agència de notícies arribant a dir que prové de Batman, a Turquia; tanmateix, això fou negat per una persona pròxima a ella que manifestà a T-Online que es tractava d'una kurda siriana.
L'any 2013 s'uní a les UPD, i des d'aleshores ha anat assolint el comandament d'una de les milícies més importants del món. Malgrat tot, les seves activitats abans de 2016 foren majoritàriament desconegudes, tot i que aparentment no operava de forma encoberta. Felat es considera un feminista radical, lluitant per reformes socials dins de Síria que millorin els drets i les vides de les dones de totes les ètnies. També es mostra crítica amb el capitalisme, dient que «el sistema capitalista ens veu [dones en general] com a objectes». Com a dirigent militar, s'inspirà en Otto von Bismarck, Napoleó, Saladí, així com Arin Markin, una lluitadora kurda que s'immolà durant el setge de Kobani abans que fos presa per Estat Islàmic. Amb relació a les capacitats militars de les milicianes sota les seves ordres, comentà que «Sovint, en assumptes militars, les persones miren a les dones amb condescendència, reclamant que som massa delicades, que no gosaríem portar un ganivet o una pistola. Però pots veure pel teu propi compte que, a les UPD, podem operar amb una duixka, sabem com utilitzar morters i poder dirigir operacions de desminatge».
Participà en la captura de la ciutat de Tell Hamis durant l'ofensiva oriental a al-Hasakah, l'ofensiva a Tell Abyad, i l'ofensiva sobre Al-Shaddadi. El maig de 2016 dirigí una primera ofensiva contra la capital de facto d'Estat Islàmic, Ar-Raqqà, comandant a 15.000 lluitadors. Les seves forces capturaren 23 pobles, encara que al final l'ofensiva s'aturà quan les FDS redirigiren els seus millors lluitadors a l'ofensiva sobre Manbij, en la que també participà. Un dia a mitjans de l'any 2016, Estat Islàmic bombardejà un casament a Al-Hasakah i matà 22 dels seus familiars i parents.
El novembre de 2016, les FDS llançaren una altra campanya per capturar ar-Raqqà, amb Felat al càrrec de les operacions al front septentrional de la ciutat. Durant aquest temps, les tropes que dirigí tingueren èxit en la captura dels seus objectius, amb la qual cosa l'atenció de les FDS es desplaçà a la presa de Tabqa i a les àrees circumdants. Aquestes darreres unitats mobilitzades, actuaren en el curs de la segona fase de l'ofensiva, la qual començà el 10 de desembre i en la que Felat exercí de comandant en cap de les UPD implicades. En les fases subsegüents de la campanya per capturar Raqqa, continuà servint com una de les comandants més importants de les UPD, i participà de les operacions per a capturar la presa de Tabqa, aeròdrom de Tabqa i la ciutat sota control d'EI d'al-Thawrah.
El 25 d'abril de 2017, visità el lloc d'un important bombardeig turc contra les Unitats de Protecció Popular (UPP), prop d'al-Malikiyah, juntament amb oficials de les UPP i de les Forces Armades dels Estats Units d'Amèrica.